# 17 v.Chr.
17 v.Chr. is een jaartal volgens de christelijke jaartelling.

## Gebeurtenissen

### Italië
- In Rome worden ter ere van het 700-jarig bestaan van de stad eeuwfeesten gehouden: de "Ludi Saeculares". De Senaat kondigt de wereldvrede (Pax Augusta) af.
- Quintus Horatius schrijft ter gelegenheid van de feesten het Carmen saeculare.

## Geboren
- Lucius Julius Caesar Vipsanianus, zoon van Marcus Vipsanius Agrippa (overleden 2)